# Liège Basket
O Liège Basket é um clube profissional de basquetebol sediado na cidade de Lieja, Bélgica que atualmente disputa a Liga Belga. Foi fundado em 1938 e manda seus jogos no ginásio Country Hall Ethias que possui capacidade de 5.000 espectadores.

## Títulos
- 1x Campeão da Copa da Bélgica (2004)
- 2x Campeão da Supercopa da Bélgica (2004, 2009)